# Валерианелла ежовая
Валерианелла ежовая (лат. Valerianella echinata) — вид травянистых растений рода Валерианелла (Valerianella) семейства Валериановые (Valerianaceae), распространённый по всему Средиземноморью, включая Северную Африку, на восток до Ливана, Сирии, Кавказа и Крыма.

## Ботаническое описание

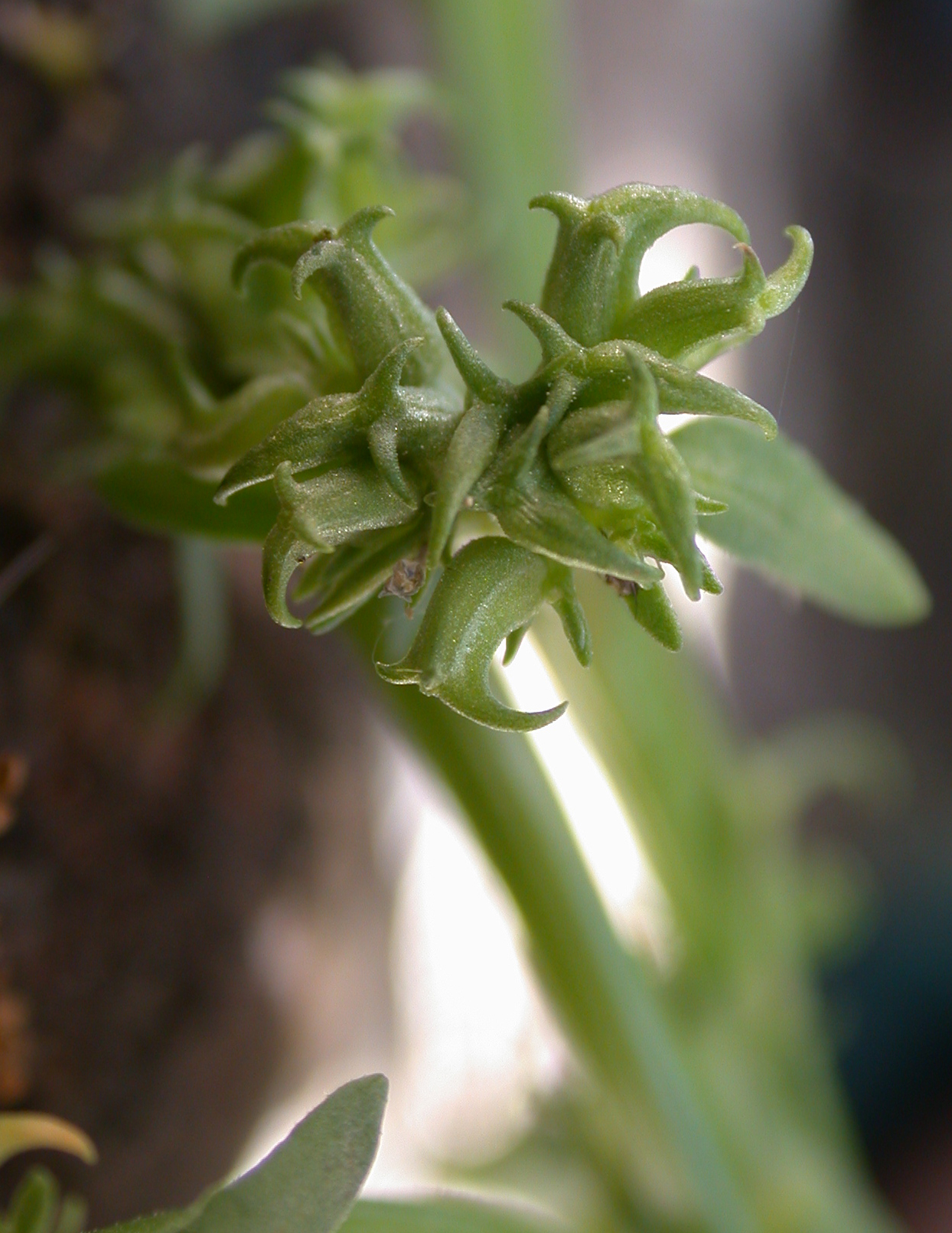
Плоды

Однолетник 4,5—8 см высотой. Нижние 2—3 междоузлия очень короткие, и нижние листья сближены в розетку. Стебель в нижней части (первое и/или второе из расставленных междоузлий) с двумя рядами мелких (до 0,1 мм), вниз обращенных шипиков, в верхней части голый, единожды-дважды дихотомически ветвистый, с булавовидно вздутыми плодоносными веточками. Листья голые: нижние — лопатчатые или продолговато-лопатчатые, до 2 см длиной, с длинными черешками, равными пластинке или превышающими её, почти цельнокрайные, по краю иногда с редкими ресничками; верхние — продолговатые и продолговато-линейные, до 1,8 см длиной, расставленно-зубчатые, в основании иногда перистонадрезанные.
Цветки в малоцветковых полузонтиках (до 10 цветков) на верхушках веточек и одиночные в верхних развилинах стебля. Отгиб чашечки в виде 3 неравных зубцов, из которых задний (средний) — шиловидный, длинный, до 2 (2,5) мм длиной, отогнутый, а два боковых — короткие, едва заметные, 0,1—0,2 мм длиной (иногда до 0,5 мм и тогда тоже отогнутые). Венчик голубой, 1—1,2 мм в диаметре, с трубкой около 1 мм длиной. Плод продолговато-яйцевидный, около 3 мм длиной (без отгиба чашечки) и 1 мм в диаметре, по спинке серповидно изогнутый к длинному зубцу, голый.

## Синонимы
- Fedia echinata (L.) Mirb.
- Locusta echinata (L.) Delarbre
- Valeriana echinata L.basionym
- Valerianella soyeri Buchinger ex Boiss.